# Antonio Abad (escritor)
Antonio Abad (Melilla, 1949) es un escritor español. Pasó gran parte de su infancia en el Marruecos español. Las vivencias de esos años se reflejan en sus obras, tanto narrativas como poéticas. En su ciudad natal estudió Magisterio y Filosofía y Letras en la Universidad de Granada. Miembro del extinguido Colectivo Palmo de Málaga, de profunda trascendencia cultural en dicha ciudad como movimiento artístico de las últimas vanguardias, realiza una intensa labor como crítico de arte. Dirigió durante diez años la revista PuertaNueva de la Consejería de Educación de Andalucía. Pertenece a la Asociación Internacional de Críticos de Arte (AICA). Algunas de sus obras han sido traducidas al inglés y al francés. 

## Poesía
- El Ovillo de Ariadna, Ed. Antonio Ubago, Granada, 1978
- Misericor de mí, Colección Rusadir, Melilla, 1980
- Mester de lujuría, Corona del Sur, Málaga, 1980
- Lejanos mares de Xilón [Noray], Corona del Sur, Málaga, 1982
- Invención del Paisaje, Ed. Antonio Ubago, Granada, 1983
- El Arco de la Luna, Colección Rusadir, Melilla, 1987
- Melilla Mágica, Ediciones Seyer, Málaga, 1992
- El cuarto cerrado, Manca Editorial, Málaga, 2013

## Novela
- Quebdani. El cerco de la estirpe, Ediciones 29, Barcelona, 1997 (Editada también por la editorial L'Harmattan, París, 2007 con el título Chronique d'une vengeance
- La Mudanza, Ediciones 29, Barcelona, 1997
- Perspectivas para una Melilla innombrada, con 40 collages de Stefan von Reiswitz. Ciudad Autónoma de Melilla, Consejería de Cultura, Col. V Centenario núm. 4, Melilla, 1997
- Cuando la noche cambia el color de las cosas, Ed. Port-Royal, Granada, 2009
- Lucía o la inasible sustancia del tiempo, ETC. El toro celeste. Narrativa, Málaga, 2014
- El vuelo de la salamandra, ETC. El toro celeste. Narrativa, Málaga, 2015
- El renegado, Servicio Publicaciones. Ciudad Autónoma de Melilla. Narrativa, Melilla, 2021
- La Encrucijada, Editorial, El toro celeste. Cuentos, Málaga, 2024.

## Ensayo
- Elena Laverón o el vuelo de las formas, Ánade Arte, Granada, 1984
- Lo árabe en la obra de Pablo Picasso, Fundación Picasso, Málaga, 1990
- Aproximación a la obra de Diazdel, Ed. Van Gestel, Marbella, 1994
- Eduardo Morillas, El lenguaje de la luz, Ciudad Autónoma de Melilla, 1997
- Armando Sendín, La génesis del instante, Ed. Seyer, Málaga 2002
- Suso de Marcos, De lo humano y lo divino, Ayuntamiento de Málaga, 2007

## Cuento
- El maravilloso viaje de Angi, Ilustraciones: Mª Carmen Corcelles. Ediciones Seyer, Málaga, 1992
- Los sonidos del alma, Ilustraciones: José Antonio Diazdel. Ediciones Seyer, Málaga, 1992

## Premios
- Premio de Poesía Ciudad de Linares (1982)
- Premio Internacional de Poesía Ciudad de Melilla (1986)
- Beca a la Creación Literaria del Ministerio de Cultura (1989)
- Finalista del Premio Tigre Juan de Novela (1997)
- Finalista del Premio de la Crítica de Andalucía (1998)
- Finalista del Premio de la Crítica de Andalucía (2015)

## Estudios sobre su obra
- Rosemberg, Gladys: Alas de tigre, dientes de paloma. La articulación de la mitologóa griega y la tradición arábigo andaluza en tres obras de Antonio Abad.  Colección Ensayos Melillenses. Consejería de Cultura. Melilla, septiembre, 1995.
- Abrighach, Mohamed: Entre el Rif y Melilla. Nuevos espacios fronterizos en la narrativa magrebí de Antonio Abad. Servicio de Publicaciones. Melilla, 2017.
- Caña Jiménez, María del Carmen: Topografías y subjetividades: Melilla en Lucía o la Inasible sustancia del tiempo de Antonio Abad. Bulletin of Spanish Studies. Volume XCVII, Number 2, February, 2020. Universidad de Virginia.
- Oueld Aissa, Mohamed: Quebdani. El Cerco de la estirpe. Tesina de Máster. Universidad Mohamed I de Oujda. Facultad Pluridisciplinar de Nador. Curso académico, 2021/2022.
- Ait Bella, Mohamed: Lo marroquí en Quebdani, de Antonio Abad. Tesina de Máster. Universidad Ibn Zohr de Agadir. Departamento de Estudios hispánicos. Curso académico, 2022-2023.
- Loukili Nabil: La imagen del marroquí y/o árabe en la narrativa española contemporánea (1980-2022) (pág. 366-405). Tesis doctoral. Universidad Hassan II. Casablanca, 2024.